# Kostnochrzęstne
Kostnochrzęstne, kostołuskie, ganoidy chrzęstne, kostnołuskie, chrzęstnokostne (Chondrostei), błędnie nazywane chrzęstnikami – podgromada ryb promieniopłetwych (Actinopterygii). Pierwotne formy ryb kostnochrzęstnych pojawiły się już we wczesnym dewonie, rozkwit przeżyły w permie i triasie. Występowały na całym świecie. Obecnie występują w Europie, Azji, Afryce i Ameryce Północnej.

## Cechy charakterystyczne
Ciało wrzecionowate, nagie lub pokryte pięcioma rzędami tarcz kostnych. U współczesnych ryb łuski ganoidalne tylko na ogonie. U kopalnych form pokrywały często całe ciało. Szkielet wewnętrzny w znacznym stopniu chrzęstny, ze zwapnieniami, bez trzonów kręgowych. Płetwa ogonowa niesymetryczna, typu heterocerkalnego. Górna część pyska w różnym stopniu wydłużona w rostrum. Otwór gębowy wysuwalny, w położeniu dolnym, z wąsikami. Pęcherz pławny prosty, drożny do przełyku. U wielu gatunków występują tryskawki i zastawka spiralna jelita.

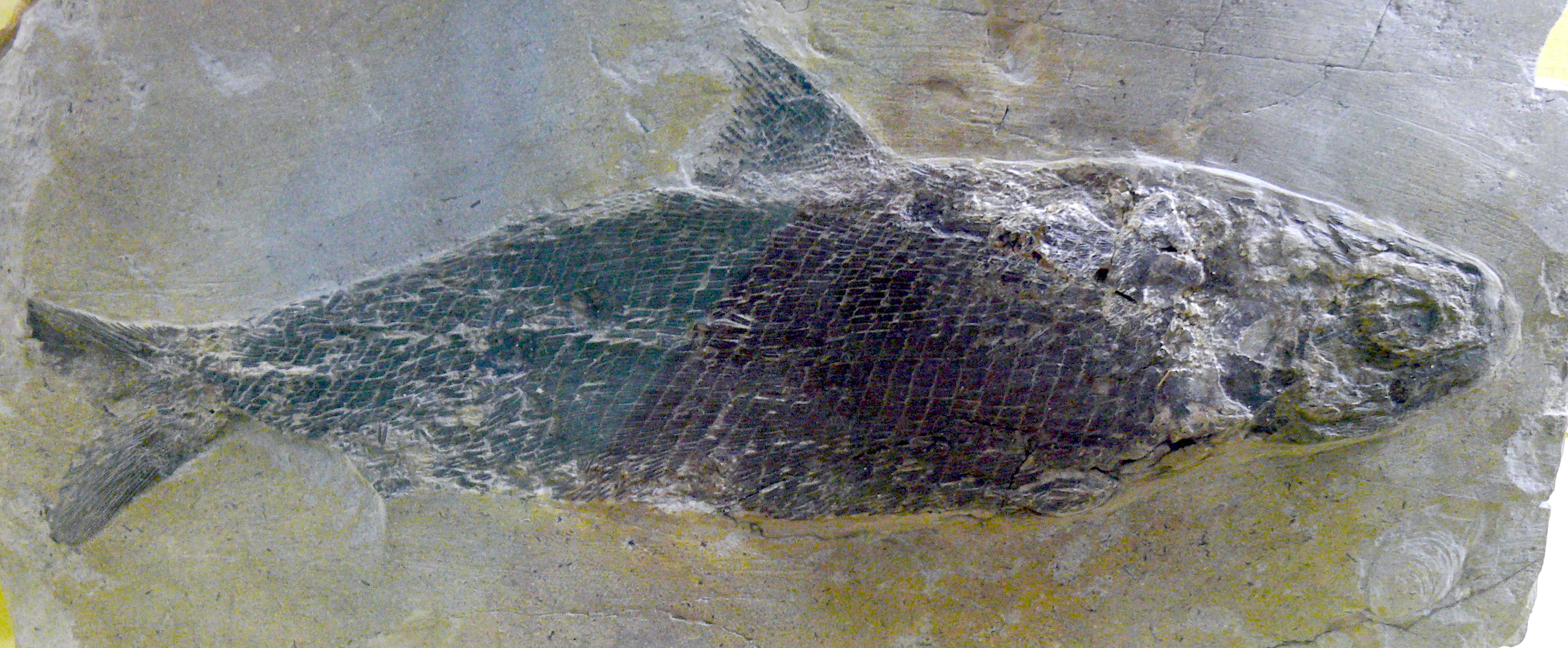
Ptycholepis bollensis z jury

## Systematyka
Do ryb kostnochrzęstnych zaliczane są rzędy:
- Acipenseriformes – jesiotrokształtne
- †Cheirolepidiformes
- †Guildayichthyiformes
- †Palaeonisciformes – prawieczkokształtne
- †Phanerorhynchiformes
- †Saurichthyiformes
- †Tarrasiiformes

Chondrostei jest taksonem parafiletycznym.